# Баб'юк Ярослав Осипович
Ярослав Осипович Баб'юк (нар. 6 червня 1929, Коломия) — український лікар, біохімік, доктор природничих наук (1968), професор (1984). 
Закінчив 1953 року Карлів університет у Празі. Голова Об’єднання українців та Українських лікарів товариства в Чеській Республіці (від 1990). Професор Стенфордського університету (США), експерт МОЗ Чеської Республіки. Від 1970 року працював завідувачем відділу фармацевтичного контролю та біоаналітики Празькому інституту підвищення кваліфікації лікарів. Нині на пенсії. Організатор та координатор гуманітарної допомоги Україні (у 1995 дітям із чорнобильської зони було передано ліків від чеського фармацевтичного підприємства «Лечіва» та «Лахема» на загальну суму 1 млн 400 тис. чеських крон). Співпрацює з МОЗ України і багатьма українськими науковими установами та громадськими організаціями.
Вивчає ліки, їх застосування та дію на організм. 